# Казанцева
Каза́нцева (рос. Казанцева) — присілок у складі Катайського району Курганської області, Росія. Входить до складу Верхньотеченської сільської ради.
Населення — 163 особи (2010, 262 у 2002).
Національний склад станом на 2002 рік: росіяни — 87 %.